# غلين ويثرو
غلين ويثرو (بالإنجليزية: Glenn Withrow)‏ هو ممثل أمريكي، ولد في 24 نوفمبر 1953 في هايلاند هايتس في الولايات المتحدة.

## أعمال

### أفلام
- (1983) رومبل فيش
- (1984) نادي القطن
- (1986) زواج بيجي سو[4]

### مسلسلات
- ذا والتونز

## وصلات خارجية
- غلين ويثرو على موقع IMDb (الإنجليزية)
- غلين ويثرو على موقع ألو سيني (الفرنسية)
- غلين ويثرو على موقع أول موفي (الإنجليزية)
- غلين ويثرو على موقع قاعدة بيانات الأفلام السويدية (السويدية)
- غلين ويثرو على موقع قاعدة بيانات الفيلم (الإنجليزية)
- غلين ويثرو على موقع كينوبويسك (الروسية)